# Rollin' (Brave Girls歌曲)
〈Rollin'〉是韓國女子組合Brave Girls的一首歌曲，於2017年3月7日伴隨同名迷你專輯《Rollin'》一齊發行；這首歌由勇敢兄弟、Two Champ和Chakun創作，被認為是一首融合了熱帶浩室元素的流行舞曲；2018年8月11日發行了重編歌曲〈Rollin' (New Version)〉，以感謝團體粉絲對原版的支持。
作為一首熱門單曲，〈Rollin'〉在發行後最初未能在韓國上榜，四年後，當Brave Girls為韓國軍隊表演這首歌的合輯影片於2021年2月在該國瘋傳時，這首歌的人氣突然飆升。這首歌很快成為全國熱門歌曲，並在Gaon單曲榜和韓國流行音樂百強榜上均排名第一，並分別保持了五周和六週非連續性的紀錄。

## 發行與宣傳
〈Rollin'〉最初於2017年3月7日發行，作為Brave Girls第四張迷你專輯《Rollin'》的主打歌和主打單曲；當天晚些時候，該團體開始了這首歌的宣傳活動，他們在SBS MTV《THE SHOW》上首次進行了國內電視音樂節目表演，隨後在3月8日的MBC Music《Show Champion》、3月9日的Mnet《M Countdown》、3月12日的SBS《人氣歌謠》、和3月24日的KBS2《音樂銀行》也進行打歌活動；2018年8月11日，組合發行了歌曲的改編版〈Rollin' (New Version)〉，作為對過去一年半以來對歌曲的熱情支持的歌迷的禮物。
2021年3月，為了應對這首歌在病毒式傳播後人氣飆升，Brave Girls恢復了這首歌的宣傳活動。

## 音樂錄影帶
2017年3月3日，〈Rollin'〉音樂錄影帶的第一支預告片透過Brave娛樂網站和Brave Girls官方YouTube頻道發布，預告片顯示女孩們在暴風雨的背景又黑暗的房間裡坐在椅子上，而它在韓國的年齡分級被評為19+限制級；3月5日，發布了第二支也是最後一支預告片，展示了歌曲的群舞和成員坐在沙發上的場景。
此音樂錄影帶於2017年3月7日與迷你專輯一起發布，影片顯示女孩們在一個黑暗背景的房間裡跳舞，表現出月亮和雷聲，而椅子被納入歌曲編舞的關鍵部分，然而該影片在YouTube上限制未滿18歲的觀眾觀看；第二天，發布了一個沒有年齡限制的純編舞版本；3月9日，Brave娛樂發布了原版MV的乾淨版本，其中刪除了女孩們躺在彼此的場景。

## 評價
在歌曲發行前，KBS認為〈Rollin'〉不適合播出，稱歌詞的某些部分包含過於粗俗的俚語，Brave娛樂回應稱：他們將修改歌詞並重新提交歌曲以供重新評估，2017年3月8日，新聞媒體報導稱該修改版已被KBS審核通過。
2021年2月下旬，也就是這首歌發行四年後，一段Brave Girls演唱這首歌的合輯影片在YouTube上瘋傳，隨後，這首歌的人氣飆升，並登上了實時音樂排行榜的榜首，很快就實現了「Perfect All-Kill」，同時登頂韓國所有實時排行榜，成為2021年首支登頂的組合歌曲；2021年3月22日，〈Rollin'〉連續198小時位居榜首，讓Brave Girls成為「Perfect All-Kill」最多的女團，此前由女子組合TWICE保持的紀錄，共有197個PAK。

## 商業表現
在2017年最初發行時，〈Rollin'〉未能進入韓國的Gaon單曲榜，在2021年2月早些時候流行之後，這首歌在2月27日的數位下載榜空降第60名，並在接下來的一周，即3月6日的排行榜達到了最高排名第4；這首歌在同一周的單曲榜上首次登上排名第二，並在3月20日周榜達到上述排行榜的頂峰，使Brave Girls拿下該國的第一個冠軍歌曲，這首歌在截至3月27日的期間連續二週位居榜首，然後在4月3日周榜被IU的〈Lilac〉取代；總而言之，它花了五個非連續的禮拜位居第一，成為 Gaon 歷史上第一首實現這一目標的女子組合歌曲；另外，〈Rollin'〉也空降3月6日的串流榜第3名，並在接下來的一周達到第一名，它連續三周保持在第一位，直到〈Lilac〉拿下串流榜冠軍為止；這首歌在串流榜上連續七周排名第一，並在3月和5月的單曲月榜和串流月榜上名列前茅；當Gaon在7月發布其年中排行榜時，〈Rollin'〉在單曲榜和串流榜中均排名第二，在下載榜中排名第六。
在韓國，〈Rollin'〉是2021年第二大成功歌曲、2021年第二大串流媒體歌曲、和2021年第八大暢銷歌曲。
〈Rollin'〉在2021年3月13日的《告示牌》韓國流行音樂百強榜中排名第23，標誌著Brave Girls首次進入該榜單，在3月20日排行榜上，這首歌上升到第二，並在3月27日達到第一，成為該組合職業生涯的第一個第一，並使Brave Girls成為繼2020年Oh My Girl和BLACKPINK奪冠後第三個登上榜首的K-POP女子組合，這是第二首登上排行榜榜首的韓國目錄歌曲，並以4年的時間保持著發行後至攀登冠軍的時間最長紀錄，而〈Rollin'〉在該排行榜上長達六個非連續的禮拜排名第一。
〈Rollin' (New Version)〉在2021年3月6日當週的Gaon下載榜上空降第130名，並在3月20日當週的排行榜中空降第50名；這首歌還在同一周進入單曲榜，排名第163位，為它的最高排名；在截至3月27日的一周中，它在串流榜上排名第199位。

## 獎項
| 節目名稱      | 網絡    | 日期          | 來源   |
| ------------- | ------- | ------------- | ------ |
| 人氣歌謠      | SBS     | 2021年3月14日 | [ 42 ] |
| 人氣歌謠      | SBS     | 2021年3月21日 | [ 43 ] |
| 人氣歌謠      | SBS     | 2021年5月9日  | [ 44 ] |
| THE SHOW      | SBS MTV | 2021年3月16日 | [ 45 ] |
| Show Champion | MBC M   | 2021年3月17日 | [ 46 ] |
| M Countdown   | Mnet    | 2021年3月18日 | [ 47 ] |
| 音樂銀行      | KBS     | 2021年3月19日 | [ 48 ] |

| 獎項       | 日期          | 來源   |
| ---------- | ------------- | ------ |
| 每周人氣獎 | 2021年3月15日 | [ 49 ] |
| 每周人氣獎 | 2021年3月22日 | [ 49 ] |
| 每周人氣獎 | 2021年3月29日 | [ 49 ] |
| 每周人氣獎 | 2021年4月5日  | [ 49 ] |
| 每周人氣獎 | 2021年4月12日 | [ 49 ] |

## 排行榜
| 排行榜（2021年）                    | 最高 排名 |
| ----------------------------------- | --------- |
| 全球（Billboard Global Excl. U.S.） | 189       |
| 韓國（Gaon）                        | 1         |
| 韓國（K-pop Hot 100）               | 1         |
| 美國（World Digital Songs）         | 13        |

| 排行榜（2021年）      | 最高 排名 |
| --------------------- | --------- |
| 韓國（Gaon）          | 1         |
| 韓國（K-pop Hot 100） | 1         |

| 排行榜（2021年） | 排名 |
| ---------------- | ---- |
| 韓國（Gaon）     | 2    |
| 排行榜（2022年） | 排名 |
| 韓國（Circle）   | 86   |